# Euphorbia lateriflora
Euphorbia lateriflora är en törelväxtart som beskrevs av Heinrich Christian Friedrich Schumacher. Euphorbia lateriflora ingår i släktet törlar, och familjen törelväxter. Inga underarter finns listade i Catalogue of Life.